# Peltidium leptophyllum
Peltidium leptophyllum is een eenoogkreeftjessoort uit de familie van de Peltidiidae. De wetenschappelijke naam van de soort is voor het eerst geldig gepubliceerd in 1889 door Claus.